# Нижняя Джубба
Нижняя Джубба (сомал. Jubbada Hoose, араб. جوبا السفلى‎)— провинция на юге Сомали, часть исторического региона Джубаленд. Административный центр — город Кисмайо. Провинция была создана в 1980-е годы. На западе она граничит с Кенией, на севере с провинцией Гедо, на востоке с провинцией Средняя Джубба, а на юге — омывается Индийским Океаном.

## Политическая ситуация
Во время гражданской войны в Сомали провинция была под контролем организации JVA (Альянс долины Джубба), но в 2006 году власть захватил Союз исламских судов.
В 2006 году произошло крупное наводнение реки Джубба.
С начала 2007 года в этой провинции располагались районы последнего оплота Союза исламских судов, которые США подвергали бомбардировке. В 2008 году провинцию разделяли исламисты и силы, лояльные к Переходному федеральному правительству Сомали
В 2010—2011 годы провинция находилась под контролем Харакат аш-Шабаба. С осени 2011 в ходе Операции Линда Нчи силы Харакат аш-Шабаб были с территории провинции в основном вытеснены, а осенью 2012 года был освобождён город Кисмайо.
На 2014 год Нижняя Джубба формально входит в состав автономного образования Джубаленд, подписавшего соглашение с Федеральным правительством Сомали, и является ареной столкновений сил ФПС с Харакат аш-Шабабом.

## Районы
Нижняя Джубба делится на пять районов:
- Афмадоу (район)[англ.]
- Бададе (район)[англ.]
- Джамаме (район)[англ.]
- Кисмайо (район)[англ.]
- Хагар (район)[англ.]

В провинцию входят также острова Баджуни.

## Крупные города
- Афмадоу[англ.]
- Джамаме
- Кисмайо
- Рас-Камбони